# Grand Prix Formule 1 van Bahrein 2007
De Grand Prix Formule 1 van Bahrein 2007 werd gehouden op 15 april 2007 op het Bahrein International Circuit in Sakhir.

## Uitslag
| Positie | Nummer | Rijder               | Team                 | Ronden | Tijd/Opgave     | Startplaats | Punten |
| ------- | ------ | -------------------- | -------------------- | ------ | --------------- | ----------- | ------ |
| 1       | 5      | Felipe Massa         | Scuderia Ferrari     | 57     | 1:33:27.515     | 1           | 10     |
| 2       | 2      | Lewis Hamilton       | McLaren - Mercedes   | 57     | +2.360          | 2           | 8      |
| 3       | 6      | Kimi Räikkönen       | Scuderia Ferrari     | 57     | +10.839         | 3           | 6      |
| 4       | 9      | Nick Heidfeld        | BMW Sauber           | 57     | +13.831         | 5           | 5      |
| 5       | 1      | Fernando Alonso      | McLaren - Mercedes   | 57     | +14.426         | 4           | 4      |
| 6       | 10     | Robert Kubica        | BMW Sauber           | 57     | +45.529         | 6           | 3      |
| 7       | 12     | Jarno Trulli         | Toyota               | 57     | +1:21.371       | 9           | 2      |
| 8       | 3      | Giancarlo Fisichella | Renault              | 57     | +1:21.701       | 7           | 1      |
| 9       | 4      | Heikki Kovalainen    | Renault              | 57     | +1:29.411       | 12          |        |
| 10      | 16     | Nico Rosberg         | Williams - Toyota    | 57     | +1:29.916       | 10          |        |
| 11      | 17     | Alexander Wurz       | Williams - Toyota    | 56     | +1 Ronde        | 11          |        |
| 12      | 11     | Ralf Schumacher      | Toyota               | 56     | +1 Ronde        | 14          |        |
| 13      | 8      | Rubens Barrichello   | Honda                | 56     | +1 Ronde        | 15          |        |
| 14      | 21     | Christijan Albers    | Spyker - Ferrari     | 55     | +2 Rondes       | 22          |        |
| 15      | 20     | Adrian Sutil         | Spyker - Ferrari     | 53     | +4 Rondes       | 20          |        |
| 16      | 23     | Anthony Davidson     | Super Aguri - Honda  | 51     | Motor           | 13          |        |
| Ret     | 15     | Mark Webber          | Red Bull - Renault   | 41     | Versnellingsbak | 8           |        |
| Ret     | 14     | David Coulthard      | Red Bull - Renault   | 36     | Aandrijfas      | 21          |        |
| Ret     | 22     | Takuma Sato          | Super Aguri - Honda  | 34     | Motor           | 17          |        |
| Ret     | 18     | Vitantonio Liuzzi    | Toro Rosso - Ferrari | 26     | Hydrauliek      | 18          |        |
| Ret     | 7      | Jenson Button        | Honda                | 0      | Botsing         | 16          |        |
| Ret     | 19     | Scott Speed          | Toro Rosso - Ferrari | 0      | Botsing         | 19          |        |

## Wetenswaardigheden
- Rondeleiders: Felipe Massa 51 (1-21; 24-40; 45-57), Kimi Räikkönen 2 (22-23) en Lewis Hamilton 4 (41-44).
- Lewis Hamilton werd de eerste coureur die in zijn eerste drie Formule 1-races op het podium stond. Het vorige record stond op 2 van Peter Arundell in 1964.

## Standen na de Grand Prix

### Coureurs
| Positie | Nummer | Rijder          | Team             | Punten |
| ------- | ------ | --------------- | ---------------- | ------ |
| 1       | 1      | Fernando Alonso | McLaren          | 22     |
| 2       | 6      | Kimi Räikkönen  | Scuderia Ferrari | 22     |
| 3       | 2      | Lewis Hamilton  | McLaren          | 22     |
| 4       | 5      | Felipe Massa    | Scuderia Ferrari | 17     |
| 5       | 9      | Nick Heidfeld   | BMW Sauber       | 15     |

### Constructeurs
| Positie | Nummers | Team             | Rijders                                | Punten |
| ------- | ------- | ---------------- | -------------------------------------- | ------ |
| 1       | 1 2     | McLaren          | Fernando Alonso Lewis Hamilton         | 44     |
| 2       | 5 6     | Scuderia Ferrari | Kimi Räikkönen Felipe Massa            | 39     |
| 3       | 9 10    | BMW Sauber       | Nick Heidfeld Robert Kubica            | 18     |
| 4       | 3 4     | Renault          | Giancarlo Fisichella Heikki Kovalainen | 9      |
| 5       | 11 12   | Toyota           | Ralf Schumacher Jarno Trulli           | 5      |

## Statistieken
| Snelste ronde | Felipe Massa | Scuderia Ferrari | 1:34.067 |

## Noot
- Dit was de vijfde pole position voor Felipe Massa.

2004 · 2005 · 2006 · 2007 · 2008 · 2009 · 2010 · 2012 · 2013 · 2014 · 2015 · 2016 · 2017 · 2018 · 2019 · 2020 · 2021 · 2022 · 2023 · 2024 · 2025 · 2026 · 2027 · 2028 · 2029 · 2029 · 2030 · 2031 · 2032 · 2033 · 2034 · 2035 · 2036